# Entur - Escola de Negócios do Turismo
Entur - Escola de Negócios do Turismo é uma instituição brasileira especializada na capacitação de profissionais do setor turístico. Fundada em 2021 por Fernando Alves, Bruno Barbosa e Viviane Assis, a escola oferece treinamentos em marketing, vendas e gestão para agentes de viagens, operadores turísticos e empresários do setor.

## História
A Entur foi criada para suprir uma lacuna na formação profissional do turismo no Brasil. Inspirada em modelos de educação corporativa voltados para empreendedorismo e gestão, a escola tem como diferencial o foco exclusivo no setor turístico.
Os fundadores, Fernando Alves, Bruno Barbosa e Viviane Assis, já atuavam no mercado de turismo e identificaram a necessidade de capacitação mais prática e estratégica para agentes de viagens e empresários da área. A ideia era oferecer um modelo de ensino baseado na experiência real de mentores que escalaram negócios no turismo.
A partir de 2022, a Entur expandiu sua atuação, criando eventos e programas de imersão para profissionais do turismo. O maior desses eventos, o Entur Summit, se consolidou como um dos principais encontros do setor no Brasil, reunindo especialistas e empresários para discutir tendências e estratégias de crescimento.

## Atuação
A Entur oferece cursos presenciais e online, além de eventos e mentorias voltados para o desenvolvimento profissional no setor de turismo. As áreas abordadas incluem:
- Gestão de negócios turísticos – Técnicas para estruturação, operação e crescimento de agências de viagens e operadoras.
- Marketing digital e captação de clientes – Estratégias para fortalecer a presença digital de negócios turísticos.[4]
- Vendas e atendimento ao cliente – Métodos de negociação e fidelização de clientes no turismo.
- Automação e inteligência artificial aplicada ao turismo – Uso de tecnologia para otimizar processos e melhorar a experiência do cliente.

## Entur Summit
O Entur Summit é um evento anual organizado pela Entur, voltado para agentes de viagens e profissionais do setor. Com programação focada em marketing, vendas e inovação no turismo, o evento recebe palestrantes especializados e promove debates sobre as tendências do setor.

## Globo de Ouro do Turismo
Além do Entur Summit, a Entur também realiza anualmente o Globo de Ouro do Turismo, uma premiação voltada para reconhecer os principais fornecedores do turismo escolhidos pelos agentes de viagens. Diferente de outras premiações do setor, os vencedores são definidos diretamente pelos profissionais que atuam no mercado, tornando o prêmio um reconhecimento da qualidade dos serviços prestados por operadoras, seguradoras, redes hoteleiras e outras empresas do setor.

## Impacto e Reconhecimento
A Entur tem sido mencionada em veículos do setor turístico por sua atuação na capacitação de profissionais. Seu impacto no mercado inclui a realização de treinamentos específicos para datas estratégicas, como a Black Friday, e a criação de programas voltados à digitalização de agências de viagens.